# Акжол (Мактааральський район)
Акжо́л (каз. Ақжол) — село у складі Мактааральського району Туркестанської області Казахстану. Входить до складу Жанажольського сільського округу.
До 2000 року село називалось Політотділ.
Населення — 2002 особи (2021; 2004 у 2009, 1762 у 1999, 1677 у 1989).